# Interoperabilitet
Interoperabilitet er produkters, systemers, eller forretningsprocessers evne til at arbejde sammen til at løse en fælles opgave. Termen kan defineres rent teknisk eller bredt, hvor man inkluderer sociale, politiske og organisatoriske faktorer.